# George Grenville
George Grenville (14. říjen 1712 – 13. listopad 1770) byl britský státník, člen strany Whigů, který za krátký čas sedmi let, po který byl členem britské vlády dosáhl až na funkci jejího předsedy. Byl jedním z mála premiérů, kteří nikdy nebyli jmenováni peery (a tedy členy Sněmovny lordů).

## Počáteční kariéra
Grenville byl druhým synem Richarda Grenvilla a Hester Templové. Jeho starší bratr později zdědil titul hraběte po svém otci. Grenville studoval na Eton College a později na Christ Church v Oxfordu.
Roku 1741 byl zvolen do parlamentu za obvod Buckingham a reprezentoval ho následujících dvacet devět let až do své smrti. V parlamentu se připojil ke skupině oponentů Roberta Walpoleho, ve které byli mimo jiné Richard Temple (lord Cobham), jeho bratr, William Pitt a George Lyttelton.

## Vstup do vlády
V prosinci 1744 se stal členem úřadu admirála, vedené Henrym Pelhamem. Spojil se se svým bratrem a Pittem, aby dosáhl oslabení Pelhamovy pozice. V červenci 1747 se Grenville stal členem rady ministra financí, roku 1754 pokladníkem britského námořnictva a členem tajné rady. Spolu s Pittem a několika dalšími spojenci upadl v nemilost poté, co hlasovali proti vládě ve věci mírové dohody s Ruskem. Oba se připojili k opozici a kritizovali Pelhamovu vládu do doby, než byl její premiér nucen na podzim roku 1756 odstoupit.
Pitt poté sestavil novou vládu, vedenou Williamem Cavendishem. Grenville se vrátil do úřadu pokladníka britského námořnictva, což pro něho bylo velkým rozčarováním, protože očekával jmenování do prestižnější a lukrativnější pozice pokladníka armády.
Roku 1758 navrhl ze své pozice zákon, který určoval spravedlivější ocenění práce námořníků. Ve svém úřadu zůstal i poté, co Pitt odstoupil na protest proti řešení otázky války se Španělskem a krátce poté se stal předsedajícím Dolní sněmovny. V květnu 1762 byl jmenován zástupcem státu v severní části země, v říjnu předsedou admirality a v dubnu 1763 ministrem financí.

## Premiér
Hlavními agendami jeho vlády byla obžaloba Johna Wilkese a vydání kolkového zákona, který vedl k odcizení mezi americkými koloniemi a Velkou Británií. Král se snažil přesvědčit Pitta, aby sestavil vládu, ale byl neúspěšný a tak nakonec jejím sestavením pověřil Charlese Watson-Wentwortha. Poté, co Watson tuto nabídku akceptoval, odvolal v červenci 1765 Jiří III. Grenvilla a ten poté už nezastával žádný úřad.